# Ptychomitrium subcrispatum
Ptychomitrium subcrispatum är en bladmossart som beskrevs av Thériot och Potier de la Varde 1918. Ptychomitrium subcrispatum ingår i släktet atlantmossor, och familjen Ptychomitriaceae. Inga underarter finns listade i Catalogue of Life.